# Stepan Mailowitsch Marjanjan
Stepan Mailowitsch Marjanjan (russisch Степан Маилович Марянян; * 21. September 1991 in Dinskaja, Region Krasnodar) ist ein russischer Ringer armenischer Abstammung. Er wurde 2018 Weltmeister im griechisch-römischen Stil in der Gewichtsklasse bis 63 kg Körpergewicht.

## Werdegang
Stepan Marjanjan begann als Jugendlicher in Russland mit dem Ringen. Er gehört dem Armee-Sportclub Krasnodar an und wurde bzw. wird von Alexej Iwanow, Alexander Komow, I.I. Iwanow und B. B. Kanajew trainiert. Der 1,68 Meter große Athlet wiegt zwischen 60 kg und 65 kg.
Er war bereits als Junior sehr erfolgreich und gewann im Juli 2007 seinen ersten internationalen Titel, als er in Warschau Junioren-Europameister (Cadets) in der Gewichtsklasse bis 46 kg wurde. 2008 wiederholte er in Daugavpils diesen Erfolg, allerdings in der Gewichtsklasse bis 50 kg. Im Juli 2010 wurde er in Budapest Junioren-Weltmeister (Juniors) in der Gewichtsklasse bis 55 kg. Im Jahre 2011 konnte er allerdings diesen Erfolg nicht wiederholen. Er unterlag bei der Junioren-Weltmeisterschaft in Bukarest in der gleichen Gewichtsklasse in seinem ersten Kampf gegen Victor Ciobanu aus Rumänien knapp mit 3:4 Punkten. Da Ciobaru das Finale nicht erreichte, schied er aus und kam nur auf den 15. Platz.
2012 belegte er bei der russischen Meisterschaft in der Gewichtsklasse bis 55 kg hinter Mingijan Semjonow und Nasir Mankijew den 3. Platz. 2013 wiederholte er diesen Erfolg in der gleichen Gewichtsklasse, dieses Mal aber hinter Iwan Tatarinow und Bekchan Mankijew. In den Jahren 2012 bis 2014 nahm er an mehreren internationalen Turnieren teil, wurde aber bei keiner internationalen Meisterschaft eingesetzt. Der größte Erfolg in jenen Jahren war sein Sieg im Januar 2013 bei "Iwan-Poddubny"-Turnier in Tjumen, wo er vor Beckchan Mankijew, Aras Chalilow und Andrej Zoy, alle Russland, siegte.
2015 wurde Stepan Marjanjan russischer Vizemeister in der Gewichtsklasse bis 59 kg hinter Ibragim Labasanow, aber noch vor Mingijan Semjonow, seinem alten Konkurrenten. Er wurde daraufhin bei den Europaspielen 2015 in Baku in dieser Gewichtsklasse eingesetzt. Er rechtfertigte das in ihn gesetzte Vertrauen und wurde dort mit Siegen über Tobias Fonnesbek, Dänemark, Roman Amojan, Armenien, Elman Muchtarow, Aserbaidschan und Soslan Daurow, Weißrussland Europameister. Im September 2015 vertrat er in Las Vegas die russischen Farben auch erstmals bei einer Weltmeisterschaft der Senioren. Er hatte dort aber Pech, denn nach einem Sieg über Tian Qiye aus China, verlor er seinen nächsten Kampf gegen Kim Seung-hak aus Südkorea, worauf er ausschied und nur auf den 13. Platz kam.
Auch 2016 belegte er bei der russischen Meisterschaft in der Gewichtsklasse bis 59 kg hinter Ibragim Labasanow den 2. Platz, wurde aber für die internationalen Meisterschaften dieses Jahres vom russischen Ringer-Verband nicht berücksichtigt.
2017 wurde Stepan Marjanjan in der Gewichtsklasse bis 59 kg erstmals russischer Meister vor Mingijan Semjonow, Iwan Tatarinow und Ibragim Labasanow. Im März 2017 stand er auch in der russischen Mannschaft, die in Abadan den Welt-Cup gewann. Er wurde dort zweimal eingesetzt und besiegte dabei Schanserik Sarsenbijew, Kasachstan und Christoffer Krämer, Deutschland. Im August 2017 war er in Paris wieder bei der Weltmeisterschaft am Start. In der Gewichtsklasse bis 59 kg siegte er dort über Etienne Kinsinger, Deutschland und Erik Torba, Ungarn, verlor aber im Viertelfinale gegen Ken’ichirō Fumita aus Japan. Da dieser das Finale erreichte, konnte er in der Trostrunde weiterringen und sicherte sich dort mit Siegen über Justas Pekavicius, Litauen und Kanibek Scholchubekow, Kirgisistan noch eine Bronzemedaille.
Nach einem mäßigen Auftakt, er belegte beim "Iwan-Poddubny"-Turnier im Januar in Moskau in der Gewichtsklasse bis 60 kg nur den 9. Platz, wurde das Jahr 2018 dann noch zum erfolgreichsten Jahr in der Laufbahn von Stepan Marjanjan. Er wechselte in die Gewichtsklasse bis 63 kg und wurde in dieser Gewichtsklasse russischer Meister vor Ibragim Labasanow, Roman Iwanow und Rustam Chutschbarow. Danach siegte er bei drei wichtigen internationalen Turnieren, nämlich dem Turnier "City of Sassari", dem "Giwi Kartosija" & "Wachtang Balawadse"-Preis in Tiflis und dem Turnier "Ljubomir Ivanovic Gedza" in Kragujevac. Im Oktober 2018 holte er sich dann in Budapest in der Gewichtsklasse bis 63 kg mit Siegen über Katsuaki Endo, Japan, Rahman Bilici, Türkei, Krisztian Istvan Vaniza, Ungarn und Elmurat Tasmuradow, Usbekistan, den Weltmeistertitel.
Im April 2019 wurde Stepan Marjanjan in Bukarest mit Siegen über Michal Tracz, Polen, Justas Petravicious, Litauen, Levani Kavjaradse, Georgien und Stig-Andre Bertge, Norwegen in der Gewichtsklasse bis 63 kg auch Europameister. Das Punkteverhältnis von 39:3 in diesen Kämpfen zu seinen Gunsten zeugt von seiner Überlegenheit. Im Juni 2019 trainierte Stepan Marjanjan bei den Europaspielen in Minsk in die olympische Gewichtsklasse bis 60 kg ab. Er gewann auch in dieser Gewichtsklasse mit Siegen über Victor Ciobanu, Rumänien, Kerem Kamal, Türkei, Schora Abowian, Ukraine und Erik Torba, Ungarn.

## Internationale Erfolge
| Jahr | Platz | Wettbewerb                                                | Gewichtsklasse | Ergebnisse |
| 2007 | 1.    | Junioren-EM (Cadets) in Warschau                          | bis 46 kg      | vor Dawid Karecinski, Polen |
| 2008 | 1.    | Junioren-EM (Cadets) in Daugavpils                        | bis 50 kg      | vor Dawid Karecinski, Sarchan Mammadow, Aserbaidschan und Goderzi Dawitadse, Georgien |
| 2010 | 1.    | Junioren-WM (Juniors) in Budapest                         | bis 55 kg      | nach Siegen über Mindia Zulukidse, Georgien, Ramunas Dagys, Litauen, Anders Ekström, Dänemark, Saman Abduouli, Iran und Gasim Mahammadow, Aserbaidschan                                                  |
| 2011 | 13.   | "Iwan-Poddubny"-Turnier in Tjumen                         | bis 55 kg      | Sieger: Nasir Mankijew vor Iwan Wlazew und Iwan Tatarinow, alle Russland |
| 2011 | 15.   | Junioren-WM (Juniors) in Bukarest                         | bis 55 kg      | nach einer Niederlage gegen Victor Ciobanu, Rumänien |
| 2012 | 4.    | Welt-Cup in Saransk                                       | bis 55 kg      | hinter Lee Jung-baek, Südkorea, Hamid Soryan Reihanpour, Iran und Madi Scharbolow, Kasachstan |
| 2013 | 1.    | "Iwan-Poddubny"-Turnier in Tjumen                         | bis 55 kg      | vor Bekchan Mankijew, Aras Chalilow und Andrej Zoy, alle Russland |
| 2013 | 10.   | Welt-Cup in Teheran                                       | bis 55 kg      | Sieger: Eldaniz Azizli, Aserbaidschan vor Schanserik Sarsenbajew, Kasachstan und Harutjun Hovhjannisjan, Armenien                                                                                        |
| 2014 | 15.   | "Iwan-Poddubny"-Turnier in Tjumen                         | bis 59 kg      | Sieger: Iwan Kujlakow vor Semjon Semjonow, beide Russland und Alexander Kostadinow, Bulgarien |
| 2014 | 1.    | Haparanda-Cup                                             | bis 59 kg      | vor Albert Baghumjan Aghasarjan und Joaquim Martinez Abellan, beide Spanien und Christoffer Svensson, Schweden                                                                                           |
| 2015 | 1.    | "Ljubomir Ivanovic-Gedza" International in Belgrad        | bis 59 kg      | vor Dschambolat Lokjajew, Russland, Iwan Lizatovic, Kroatien und Mate Krasznai, Ungarn |
| 2015 | 1.    | Europaspiele 2015 in Baku                                 | bis 59 kg      | nach Siegen über Tobias Fonnesbek, Dänemark, Roman Amojan, Armenien, Elman Muchtarow, Aserbaidschan und Soslan Daurow, Weißrussland                                                                      |
| 2015 | 13.   | WM in Las Vegas                                           | bis 59 kg      | nach einem Sieg über Tian Qiye, China und einer Niederlage gegen Kim Seung-hak, Südkorea |
| 2017 | 1.    | Großer Preis von Spanien in Madrid                        | bis 59 kg      | vor Andres Montano Arroyo, Spanien und Mingijan Semjonow, Russland |
| 2017 | 3.    | "Iwan-Poddubny"-Turnier in Moskau                         | bis 59 kg      | hinter Mingijan Semjonow und Dschambolat Lokjajew, gemeinsam mit Sergei Jemelin, alle Russland |
| 2017 | 3.    | WM in Paris                                               | bis 59 kg      | nach Siegen über Etienne Kinsinger, Deutschland und Erik Torba, Ungarn, einer Niederlage gegen Ken’chirō Fumita, Japan und Siegen über Justas Pekavicius, Litauen und Kanibek Scholchubekow, Kirgisistan |
| 2018 | 9.    | "Iwan-Poddubny"-Turnier in Moskau                         | bis 60 kg      | Sieger: Sergei Jemelin vor Mingijan Semjonow und Dschabolat Lokjajew, alle Russland |
| 2018 | 1.    | City of Sassari-Tournament                                | bis 63 kg      | vor Kim Kyung-hoon, Südkorea und Masahiro Inoue, Japan |
| 2018 | 1.    | "Giwi-Kartosija" & "Wachtang Balawadse"-Turnier in Tiflis | bis 63 kg      | vor Lascha Marianidse, Georgien, Lee Jung-baek, Südkorea und Levani Kawjaradse, Georgien |
| 2018 | 1.    | "Ljubomir Ivanovic Gedza" International in Kragujevac     | bis 63 kg      | vor Bence Kovacs, Ungarn |
| 2018 | 1.    | WM in Budapest                                            | bis 63 kg      | nach Siegen über Katsuaki Endo, Japan, Rahman Bilici, Türkei, Krisztian Istvan Vaniza, Ungarn und Elmurat Tasmuradow, Usbekistan                                                                         |
| 2019 | 1.    | "Dan-Kolow" & "Nikola-Petrow"-Memorial in Russe           | bis 63 kg      | vor Shinobu Ota, Japan, Rahman Bilici, Türkei und Erbatin Tuo, China |
| 2019 | 1.    | EM in Bukarest                                            | bis 63 kg      | nach Siegen über Michal Tracz, Polen, Justas Petravicious, Litauen, Levan Kavjaradse, Georgien und Stig-Andre Berge, Norwegen                                                                            |
| 2019 | 1.    | Europaspiele in Minsk                                     | bis 60 kg      | nach Siegen über Victor Ciobanu, Rumänien, Kerem Kamal, Türkei, Schora Abowian, Ukraine und Erik Torba, Ungarn                                                                                           |

## Russische Meisterschaften
| Jahr | Platz | Gewichtsklasse | Ergebnisse                                                               |
| 2012 | 3.    | bis 55 kg      | hinter Mingijan Semjonow und Nasir Mankijew                              |
| 2013 | 3.    | bis 55 kg      | hinter Iwan Tatarinow und Bekchan Mankijew                               |
| 2015 | 2.    | bis 59 kg      | hinter Ibragim Labasanow, vor Mingijan Semjonow und Dschambolat Lokjajew |
| 2016 | 2.    | bis 59 kg      | hinter Ibragim Labasanow, vor Mingijan Semjonow und Dschambolat Lokjajew |
| 2017 | 1.    | bis 59 kg      | vor Mingijan Semjonow, Iwan Tatarinow und Ibragim Labasanow              |
| 2018 | 1.    | bis 63 kg      | vor Ibragim Labasanow, Roman Iwanow und Rustam Chutschbarow              |

Erläuterungen
- alle Wettkämpfe im griechisch-römischen Stil
- WM = Weltmeisterschaft, EM = Europameisterschaft